# Бенгтссон, Даниэль
Нильс Даниэль Бенгтссон (швед. Nils Daniel Bengtsson; род. 1 марта 2008) — шведский футболист, нападающий ГАИС.

## Клубная карьера
На взрослом уровне начал играть за «Шерхамн» в 2022 году в четвёртом шведском дивизионе, когда ему было 14 лет. В общей сложности провёл за клуб 43 матча, в которых забил 29 мячей. Перед сезоном 2025 года с ним контактировали несколько клубов, среди которых «Гётеборг», «Хеккен» и «Юнгшиле», но 4 января 2025 года он перешёл в ГАИС. Первую игру за новый клуб сыграл 15 февраля в матче группового этапа кубка страны против «Эребру». 29 июня 2025 года дебютировал в чемпионате Швеции в матче с «Хеккеном», заменив на 87-й минуте Кевина Хольмена.

## Клубная статистика
| Выступление      | Выступление      | Выступление      | Лига | Лига | Кубки | Кубки | Конт. кубки | Конт. кубки | Итого | Итого |
| Клуб             | Лига             | Сезон            | Игры | Голы | Игры  | Голы  | Игры        | Голы        | Игры  | Голы  |
| ---------------- | ---------------- | ---------------- | ---- | ---- | ----- | ----- | ----------- | ----------- | ----- | ----- |
| Шерхамн          | Дивизион 4       | 2022             | 2    | 1    | 0     | 0     | 0           | 0           | 2     | 1     |
| Шерхамн          | Дивизион 4       | 2023             | 20   | 11   | 0     | 0     | 0           | 0           | 20    | 11    |
| Шерхамн          | Дивизион 4       | 2024             | 21   | 17   | 0     | 0     | 0           | 0           | 21    | 17    |
| Шерхамн          | Итого            | Итого            | 43   | 29   | 0     | 0     | 0           | 0           | 43    | 29    |
| ГАИС             | Алльсвенскан     | 2025             | 1    | 0    | 1     | 0     | 0           | 0           | 2     | 0     |
| ГАИС             | Итого            | Итого            | 1    | 0    | 1     | 0     | 0           | 0           | 2     | 0     |
| Всего за карьеру | Всего за карьеру | Всего за карьеру | 44   | 29   | 1     | 0     | 0           | 0           | 45    | 29    |